# Ранній європейський печерний лев
Ранній європейський печерний лев, мосбахський лев (Panthera leo fossilis) — вимерлий підвид лева (Panthera leo), що існував в епоху плейстоцену. Довжина тіла з хвостом становила 2,40 м. Найбільше черепів цього лева знайдено в Німеччині та Італії. Генетичні дослідження мітохондріальної ДНК вказують на те, що Panthera fossilis досить відмінний від сучасного лева, щоб вони могли вважатися окремими видами.

## Історія
Рід пантера виник в Африці приблизно 3.5 мільйонів років тому. Перші африканські скам'янілості з чіткими характеристиками левів трапляються в Олдуваї на півночі Танзанії — їхній вік 1.87–1.7 мільйонів років. Ці африканські леви виявляють разючу схожість з P. l. fossilis і є його предком. Цей предок прийшов у Євразію й породив низку різновидів лева. У Європі найдавніші викопні рештки левів мають датування 0.75–0.68 мільйонів років (Англія). P. l. fossilis перетворився на печерного лева (P. l. spelaea) приблизно 300 000 років тому.